# Humières
Pour les articles homonymes, voir Humières (homonymie).
Humières est une commune française située dans le département du Pas-de-Calais en région Hauts-de-France. Ses habitants sont appelés les Humiérois.
La commune fait partie de la communauté de communes du Ternois qui regroupe 103 communes et compte 37 469 habitants en 2021.

## Géographie

### Localisation
Localisée dans le sud du département du Pas-de-Calais, Humières est une commune située, à vol d'oiseau, à 9 km à l'est de la commune de Saint-Pol-sur-Ternoise (aire d'attraction) et à 40 km au nord-ouest de la commune d’Arras (chef-lieu d'arrondissement et préfecture du Pas-de-Calais).
Le territoire de la commune est limitrophe de ceux de huit communes.
Les communes limitrophes sont Humerœuille, Beauvois, Bermicourt, Éclimeux, Noyelles-lès-Humières, Œuf-en-Ternois, Pierremont et Willeman.

### Géologie et relief
La superficie de la commune est de 6,81 km2 ; son altitude varie de 83  à   133 m.

### Hydrographie

#### Réseau hydrographique
La commune est située dans le bassin Artois-Picardie. Elle est drainée par la Noyelles-les-Humières,.

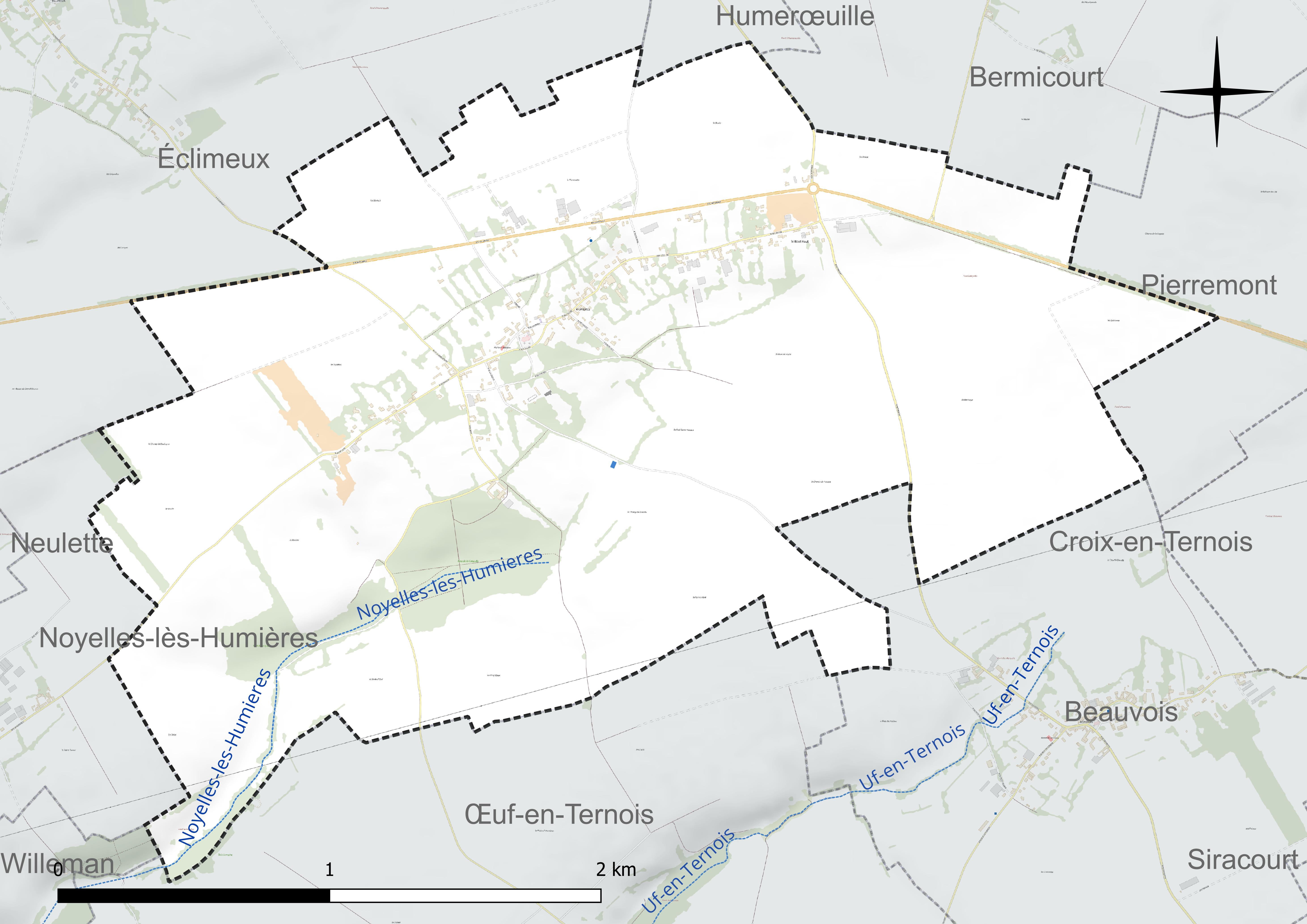
Réseau hydrographique d'Humières.

#### Gestion et qualité des eaux
Le territoire communal est couvert par le schéma d'aménagement et de gestion des eaux (SAGE) « Canche ». Ce document de planification concerne un territoire de 1 391 km2 de superficie, délimité par le bassin versant de la Canche. Le périmètre a été arrêté le 26 février 1999 et le SAGE proprement dit a été approuvé le 3 octobre 2011, puis modifié le 4 juillet 2014. La structure porteuse de l'élaboration et de la mise en œuvre est le syndicat mixte Canche et Authie (Symcéa).
La qualité des cours d'eau peut être consultée sur un site dédié géré par les agences de l'eau et l'Agence française pour la biodiversité.

### Climat
Pour des articles plus généraux, voir Climat des Hauts-de-France et Climat du Pas-de-Calais.
En 2010, le climat de la commune est de type climat océanique altéré, selon une étude du CNRS s'appuyant sur une série de données couvrant la période 1971-2000. En 2020, Météo-France publie une typologie des climats de la France métropolitaine dans laquelle la commune est exposée à un climat océanique et est dans la région climatique Côtes de la Manche orientale, caractérisée par un faible ensoleillement (1 550 h/an) ; forte humidité de l'air (plus de 20 h/jour avec humidité relative > 80 % en hiver), vents forts fréquents.
Pour la période 1971-2000, la température annuelle moyenne est de 10,2 °C, avec une amplitude thermique annuelle de 13,6 °C. Le cumul annuel moyen de précipitations est de 880 mm, avec 12,8 jours de précipitations en janvier et 9 jours en juillet. Pour la période 1991-2020, la température moyenne annuelle observée sur la station météorologique installée sur la commune est de 10,9 °C et le cumul annuel moyen de précipitations est de 856,9 mm,. Pour l'avenir, les paramètres climatiques de la commune estimés pour 2050 selon différents scénarios d'émission de gaz à effet de serre sont consultables sur un site dédié publié par Météo-France en novembre 2022.
| Mois                                  | jan.           | fév.           | mars          | avril         | mai           | juin          | jui.          | août          | sep.          | oct.          | nov.          | déc.           | année      |
| ------------------------------------- | -------------- | -------------- | ------------- | ------------- | ------------- | ------------- | ------------- | ------------- | ------------- | ------------- | ------------- | -------------- | ---------- |
| Température minimale moyenne (°C)     | 1,6            | 1,6            | 3,5           | 5,6           | 8,1           | 11,2          | 13,1          | 13,3          | 11            | 8,6           | 5,2           | 2,7            | 7,1        |
| Température moyenne (°C)              | 4              | 4,3            | 7             | 10,3          | 12,7          | 16            | 18,1          | 18            | 15,4          | 11,9          | 7,8           | 5,1            | 10,9       |
| Température maximale moyenne (°C)     | 6,4            | 6,9            | 10,6          | 15            | 17,4          | 20,7          | 23            | 22,8          | 19,8          | 15,2          | 10,3          | 7,5            | 14,6       |
| Record de froid (°C) date du record   | −12,5 18.01.13 | −13,9 04.02.12 | −8,5 13.03.13 | −2,7 07.04.21 | −0,8 08.05.10 | 3,8 05.06.12  | 7 03.07.11    | 7 24.08.14    | 3,1 30.09.18  | −0,9 21.10.10 | −5,8 29.11.10 | −12,1 18.12.10 | −13,9 2012 |
| Record de chaleur (°C) date du record | 14,6 01.01.22  | 17,8 26.02.19  | 23,1 31.03.21 | 25,8 23.04.11 | 27,4 26.05.18 | 33,5 18.06.22 | 40,6 25.07.19 | 36,7 09.08.20 | 32,7 09.09.23 | 28,5 01.10.11 | 20,2 07.11.15 | 15,6 30.12.22  | 40,6 2019  |
| Précipitations (mm)                   | 76,7           | 66,2           | 58,9          | 44,2          | 55,2          | 56,9          | 66            | 75,7          | 63,8          | 88,8          | 103,6         | 100,9          | 856,9      |

### Paysages
La commune s'inscrit dans les « paysages du Ternois » tels qu'ils sont définis dans l'atlas de paysages de la région Nord-Pas-de-Calais, conçu par la direction régionale de l'Environnement, de l'Aménagement et du Logement (DREAL),.
Ces paysages, qui concernent 138 communes avec trois pôles d'attraction que sont Hesdin à l'ouest, Saint-Pol-sur-Ternoise à l'est et, dans une moindre mesure, Frévent en lisière sud, sont délimités par deux cours d'eau : la Canche au Sud et la Ternoise au Nord. Ces paysages sont composés de plateaux, de vallées et de bocages. Les plateaux du Ternois montrent une structure tabulaire assez plane et une altitude assez régulière avec des points culminants entre 150  à   160 m.
Le territoire d'une vingtaine de kilomètres du Nord au Sud et d'Est en Ouest, est traversé par la D 939 reliant Saint-Pol-sur-Ternoise à Hesdin, par la D 912 entre Saint-Pol-sur-Ternoise et Frévent et par la ligne ferroviaire de Saint-Pol-sur-Ternoise à Étaples dans la vallée de la Canche. La position excentrée, en l'absence de grands axes autoroutiers ou ferrés structurants, a permis au Ternois de conserver un caractère rural et une certaine qualité de paysage.
Au niveau de l'occupation des sols, les surfaces cultivées sont omniprésentes sur les plateaux, avec majoritairement la culture de la betterave et de la pomme de terre, et représentent près de 72 % de la surface totale de ces paysages du Ternois, les espaces artificialisés, cantonnés dans les fonds de vallée, représentent 13 % et les surfaces boisées, présentes dans les deux principales vallées de la Ternoise et de la Canche, ne représentent que 6 %.

### Milieux naturels et biodiversité

#### Espèces faunistiques et floristiques
L'Inventaire national du patrimoine naturel (INPN) recense plusieurs espèces faunistiques et floristiques sur le territoire de la commune dont certaines sont protégées et d'autres menacées et quasi-menacées.

## Urbanisme

### Typologie
Au 1er janvier 2024, Humières est catégorisée commune rurale à habitat dispersé, selon la nouvelle grille communale de densité à sept niveaux définie par l'Insee en 2022.
Elle est située hors unité urbaine. Par ailleurs la commune fait partie de l'aire d'attraction de Saint-Pol-sur-Ternoise, dont elle est une commune de la couronne,. Cette aire, qui regroupe 72 communes, est catégorisée dans les aires de moins de 50 000 habitants,.

### Occupation des sols
L'occupation des sols de la commune, telle qu'elle ressort de la base de données européenne d'occupation biophysique des sols Corine Land Cover (CLC), est marquée par l'importance des territoires agricoles (86,5 % en 2018), une proportion identique à celle de 1990 (86,5 %). La répartition détaillée en 2018 est la suivante : 
terres arables (72,7 %), prairies (13,8 %), zones urbanisées (8,1 %), forêts (5,4 %). L'évolution de l'occupation des sols de la commune et de ses infrastructures peut être observée sur les différentes représentations cartographiques du territoire : la carte de Cassini (XVIIIe siècle), la carte d'état-major (1820-1866) et les cartes ou photos aériennes de l'IGN pour la période actuelle (1950 à aujourd'hui).

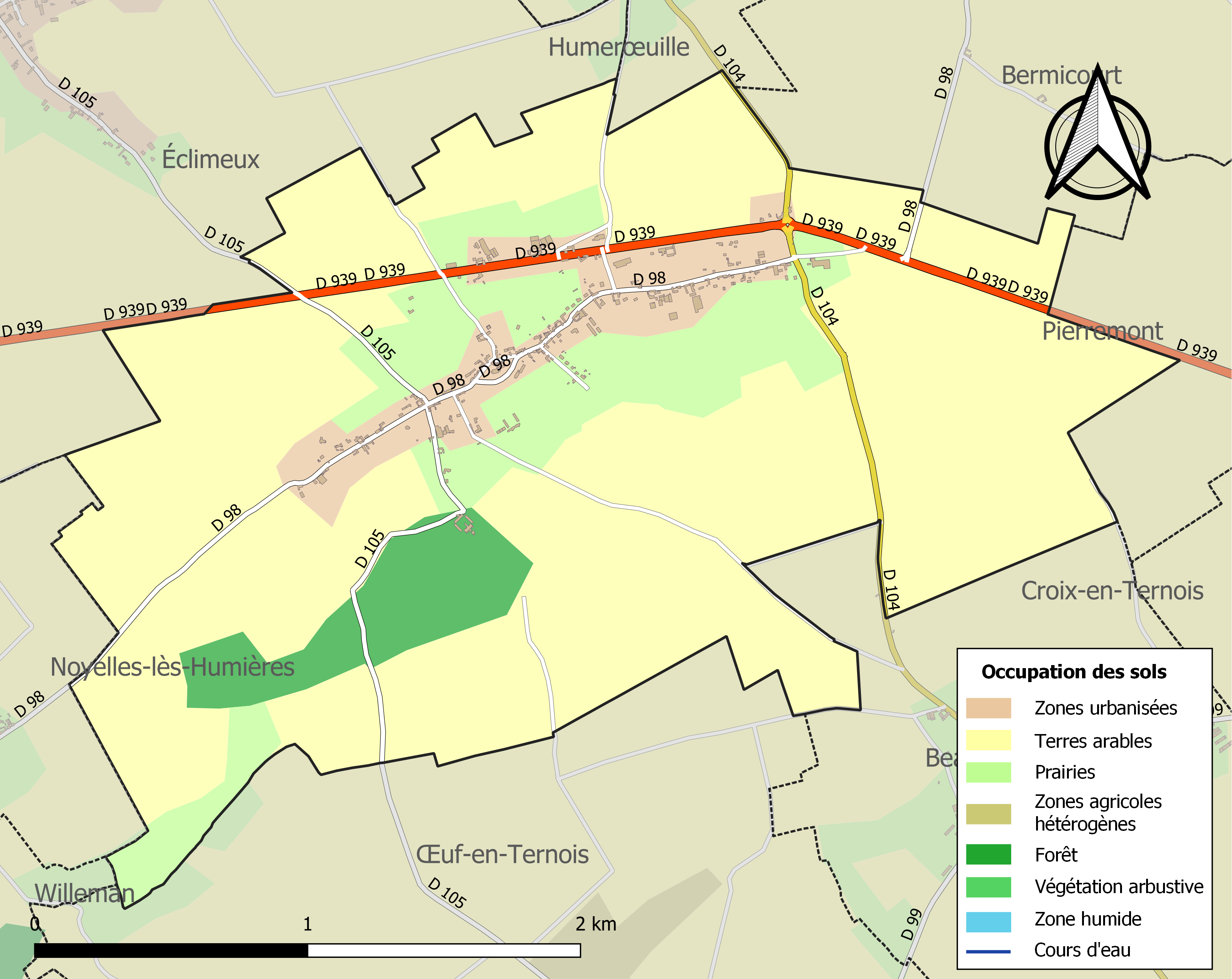
Carte des infrastructures et de l'occupation des sols de la commune en 2018 (CLC).

## Toponymie
Le nom de la localité est attesté sous les formes Humieres (1058) ; Humeries, Humeres (XIIe siècle) ; Humeræ (1208) ; Humiers (1342) ; Humyeres (1518) ; Huimieres (1553) ; Humières-en-Artois (1725).
Signification du toponyme : le nom d'Humières désigne un endroit planté d'ormes.

## Histoire
Humières fut d'abord une seigneurie possédée pendant plusieurs siècles par la famille d'Humières et passa par alliances à la famille de Crévant qui devint marquis et duc d'Humières (pour le maréchal d'Humières en 1690). Ses descendants vendent en 1774 le marquisat d'Humières à Charles-Antoine Hubert de Mons-en-Barœul, prévôt d'Esquermes, lieutenant des maréchaux de France, dont la famille fut seigneur d'Humières jusqu'à la Révolution,.
Pendant la Première Guerre mondiale, des troupes françaises ont stationné sur la commune pour y prendre du repos avant de retourner au front, par exemple en décembre 1915.
Le 17 janvier 1916, le général Victor d'Urbal, commandant la Xe armée a passé en revue la 13e division d'infanterie, au sud de la  grand-route de Saint-Pol-sur-Ternoise à Hesdin, et entre les villages de Neulette et d'Humières. Lors de cette cérémonie, il a remis la croix de commandeur dans l'Ordre de la Légion d'honneur au général commandant la 25e brigade d'infanterie.

## Politique et administration

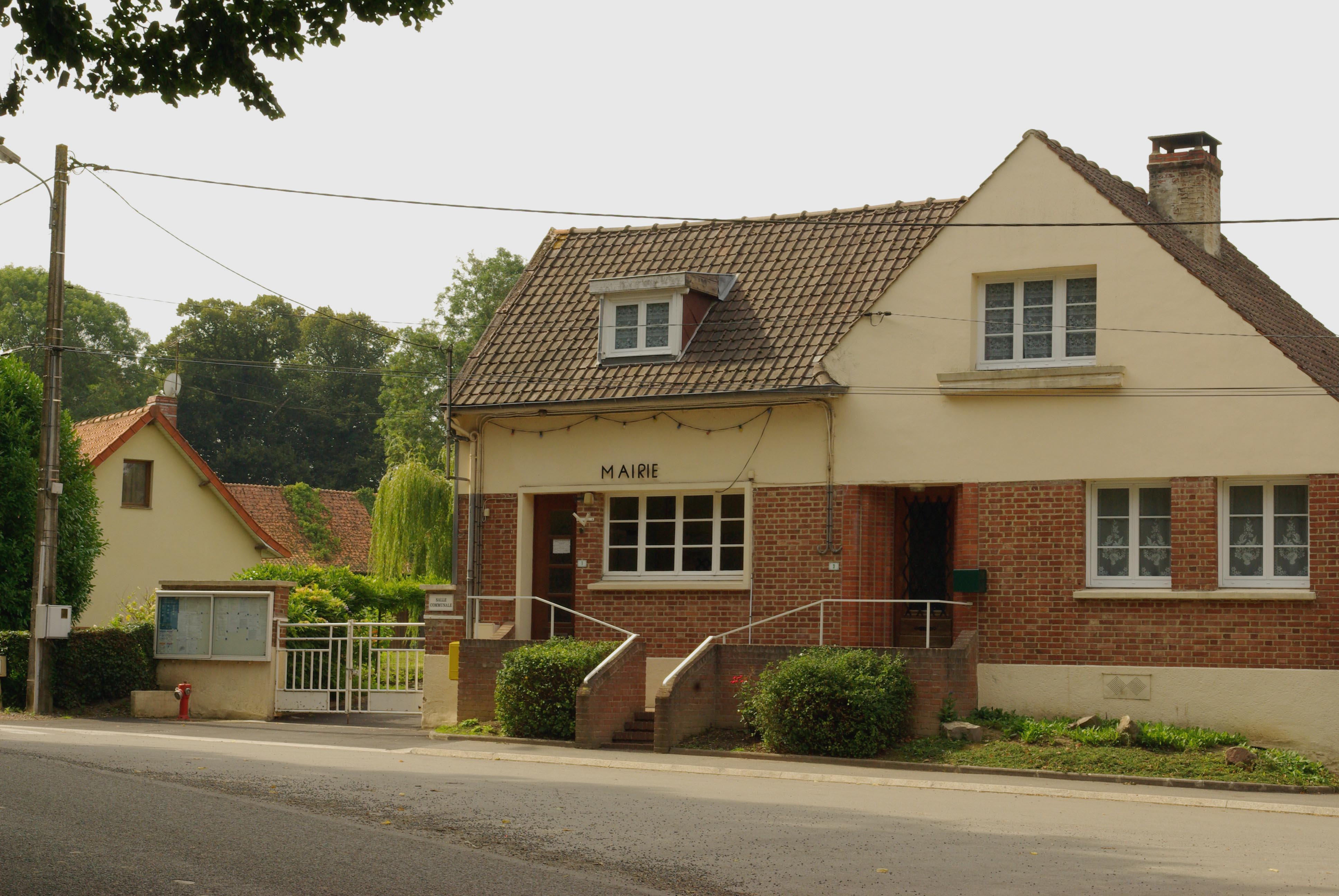
La mairie.

### Découpage territorial
La commune se trouve dans l'arrondissement d'Arras du département du Pas-de-Calais.

#### Commune et intercommunalités
La commune faisait partie de la communauté de communes du Saint-Polois créée fin 1995.
Dans le cadre de la réforme des collectivités territoriales françaises, par la loi de réforme des collectivités territoriales du 16 décembre 2010 (dite loi RCT)  destinée à permettre notamment l'intégration de la totalité des communes dans un EPCI à fiscalité propre, la suppression des enclaves et discontinuités territoriales et les modalités de rationalisation des périmètres des établissements publics de coopération intercommunale et des syndicats mixtes existants, cette intercommunalité fusionne avec sa voisine, la communauté de communes du pays d'Heuchin, formant le 1er janvier 2013 la communauté de communes des Vertes Collines du Saint-Polois.
Un nouveau mouvement de regroupement intercommunal intervient dans le cadre des dispositions de la loi portant nouvelle organisation territoriale de la République (Loi NOTRe) du 7 août 2015, qui prévoit que les établissements publics de coopération intercommunale (EPCI) à fiscalité propre doivent avoir un minimum de 15 000 habitants. À l'initiative des intercommunalités concernées, la Commission départementale de coopération intercommunale (CDCI) adopte le 26 février 2016 le principe de la fusion de : 

- la communauté de communes de l'Auxillois, regroupant 16 communes dont une de la Somme et 5 217 habitants ;

- la communauté de communes de la région de Frévent, regroupant 12 communes et 6 567 habitants ;

- de la communauté de communes des Vertes Collines du Saint-Polois, regroupant 58 communes et 19 585 habitants

- de la communauté de communes du Pernois, regroupant 18 communes et 7 114 habitants. Le Schéma départemental de coopération intercommunale (SDCI), intégrant notamment cette évolution, est approuvé par un arrêté préfectoral du 30 mars 2016,.
La communauté de communes du Ternois, qui résulte de cette fusion et dont la commune fait désormais partie, est créée par un arrêté préfectoral qui a pris effet le 1er janvier 2017,.

#### Circonscriptions administratives
La commune fait partie  du canton de Saint-Pol-sur-Ternoise,. Dans le cadre du redécoupage cantonal de 2014 en France, la composition de ce canton est modifiée et regroupe désormais 88 communes, dont Humières.

#### Circonscriptions électorales
Pour l'élection des députés, la commune fait partie de la première circonscription du Pas-de-Calais.

### Élections municipales et communautaires

#### Liste des maires
| Période                                  | Période      | Identité              | Étiquette | Qualité                                                                                  |
| ---------------------------------------- | ------------ | --------------------- | --------- | ---------------------------------------------------------------------------------------- |
| Les données manquantes sont à compléter. |              |                       |           |                                                                                          |
| 1987                                     | 2001         | Jean-Marie Samier     |           | Ancien administrateur du Crédit agricole de Saint-Pol Agriculteur retraité               |
| mars 2001                                | avril 2014,  | René Larousse         |           | Fonctionnaire retraité                                                                   |
| avril 2014                               | juillet 2025 | Sébastien Bocquillon, |           | Agriculteur Président de la chambre d'agriculture du Nord-Pas-de-Calais Mort en fonction |

## Population et société

### Démographie
Les habitants sont appelés les Humiérois.

#### Évolution démographique
L'évolution du nombre d'habitants est connue à travers les recensements de la population effectués dans la commune depuis 1793. Pour les communes de moins de 10 000 habitants, une enquête de recensement portant sur toute la population est réalisée tous les cinq ans, les populations de référence des années intermédiaires étant quant à elles estimées par interpolation ou extrapolation. Pour la commune, le premier recensement exhaustif entrant dans le cadre du nouveau dispositif a été réalisé en 2004.

En 2022, la commune comptait 207 habitants, en évolution de −11,91 % par rapport à 2016 (Pas-de-Calais : −0,72 %, France hors Mayotte : +2,11 %).
| 1793 | 1800 | 1806 | 1821 | 1831 | 1836 | 1841 | 1846 | 1851 |
| ---- | ---- | ---- | ---- | ---- | ---- | ---- | ---- | ---- |
| 448  | 226  | 413  | 439  | 486  | 473  | 457  | 456  | 462  |

| 1856 | 1861 | 1866 | 1872 | 1876 | 1881 | 1886 | 1891 | 1896 |
| ---- | ---- | ---- | ---- | ---- | ---- | ---- | ---- | ---- |
| 455  | 424  | 447  | 453  | 450  | 426  | 435  | 418  | 409  |

| 1901 | 1906 | 1911 | 1921 | 1926 | 1931 | 1936 | 1946 | 1954 |
| ---- | ---- | ---- | ---- | ---- | ---- | ---- | ---- | ---- |
| 396  | 380  | 346  | 328  | 311  | 306  | 300  | 272  | 293  |

| 1962 | 1968 | 1975 | 1982 | 1990 | 1999 | 2004 | 2006 | 2009 |
| ---- | ---- | ---- | ---- | ---- | ---- | ---- | ---- | ---- |
| 271  | 248  | 224  | 243  | 219  | 232  | 226  | 234  | 215  |

| 2014 | 2019 | 2022 | - | - | - | - | - | - |
| ---- | ---- | ---- | - | - | - | - | - | - |
| 227  | 218  | 207  | - | - | - | - | - | - |

#### Pyramide des âges
La population de la commune est relativement âgée.
En 2018, le taux de personnes d'un âge inférieur à 30 ans s'élève à 29,8 %, soit en dessous de la moyenne départementale (36,7 %). À l'inverse, le taux de personnes d'âge supérieur à 60 ans est de 36,3 % la même année, alors qu'il est de 24,9 % au niveau départemental.
En 2018, la commune comptait 110 hommes pour 114 femmes, soit un taux de 50,89 % de femmes, légèrement inférieur au taux départemental (51,50 %).
Les pyramides des âges de la commune et du département s'établissent comme suit.
| Hommes | Classe d’âge | Femmes |
| ------ | ------------ | ------ |
| 0,9    | 90 ou +      | 0,9    |
| 9,3    | 75-89 ans    | 13,5   |
| 24,3   | 60-74 ans    | 23,4   |
| 15,9   | 45-59 ans    | 18,0   |
| 18,7   | 30-44 ans    | 15,3   |
| 15,0   | 15-29 ans    | 9,0    |
| 15,9   | 0-14 ans     | 19,8   |

| Hommes | Classe d’âge | Femmes |
| ------ | ------------ | ------ |
| 0,5    | 90 ou +      | 1,6    |
| 5,6    | 75-89 ans    | 8,9    |
| 16,7   | 60-74 ans    | 18,1   |
| 20,2   | 45-59 ans    | 19,2   |
| 18,9   | 30-44 ans    | 18,1   |
| 18,2   | 15-29 ans    | 16,2   |
| 19,9   | 0-14 ans     | 17,9   |

## Culture locale et patrimoine

### Lieux et monuments

#### Monument historique
- Le château d'Humières. Les façades et toitures du château et des communs bordant la cour d'honneur font l’objet d’une inscription au titre des monuments historiques depuis le 22 janvier 1988[46].

#### autres lieux et monuments
- L'église Saint-Martin.
- Le monument aux morts[47].
- L'ancienne ferme et manoir d'Estracelles[48].
- Le parc du château[49].

### Héraldique
|  | Les armes de la ville se blasonnent ainsi : d'argent fretté de six pièces de sable. |

## Pour approfondir